# 佐藤清信
佐藤 清信（さとう きよのぶ、生年不詳 - 永禄6年（1563年））は、戦国時代の武将。秀信（異本佐藤系図）、方信、正秋とも。通称六左衛門尉、将監。初代美濃国鉈尾山城主。子女に佐藤秀方、遠藤慶胤室。

## 生涯
出自については文献がなく全く不明。諱は清泰寺（岐阜県美濃市）の過去帳、佐藤家系図には清信とあり、末裔の佐藤一斎も清泰寺墓の詩に八世の祖清信と記しているが、清泰寺所蔵の『歴世因由録』には秀信とあり、『濃飛両国通史』には、関係事項によって清信、秀信、方信と異なる記載がある。
『美濃明細記』により考察すると、佐藤氏は一族として美濃国の守護代斎藤氏に仕え、上有知の支配者浅野氏が領地を返上した永正年間以降にその地を与えられて、天文年間に鉈尾山城を築いた。
永禄6年（1563年）には保寧寺（後に清泰寺に改号）を建立し、上有知八幡神社も建立したと伝わる。同年に死去したとされるが、常在寺記録によれば、元亀元年7月27日（1570年8月28日）没ともいう。墓所は清泰寺。戒名は保寧院殿育山宗隆大居士。